# 北緯25度線

アフリカでは、この緯線がモーリタニアとマリの国境の一部になっている。

北緯25度線（ほくい25どせん）は、地球の赤道面より北に地理緯度にして25度の角度を成す緯線。アフリカ、アジア、インド洋、太平洋、北アメリカ、大西洋を通過する。この緯度の下では、夏至点時の可照時間は13時間42分で、冬至点時は10時間35分である。
モーリタニアとマリの国境の北東部はこの緯線である。
南緯25度線との間はコーヒーベルトと呼ばれる。

## 通過する地域一覧
北緯25度線は、本初子午線から東に向かって以下の場所を通っている。
| 地理座標                                               | 国土・領土・領海        | 備考 |
| ------------------------------------------------------ | ----------------------- | --- |
| 北緯25度0分 東経0度0分 / 北緯25.000度 東経0.000度      | アルジェリア            | |
| 北緯25度0分 東経10度2分 / 北緯25.000度 東経10.033度    | リビア                  | |
| 北緯25度0分 東経25度0分 / 北緯25.000度 東経25.000度    | エジプト                | |
| 北緯25度0分 東経34度57分 / 北緯25.000度 東経34.950度   | 紅海                    | |
| 北緯25度0分 東経37度17分 / 北緯25.000度 東経37.283度   | サウジアラビア          | |
| 北緯25度0分 東経50度38分 / 北緯25.000度 東経50.633度   | ペルシア湾              | バーレーン湾 |
| 北緯25度0分 東経50度48分 / 北緯25.000度 東経50.800度   | カタール                | |
| 北緯25度0分 東経51度38分 / 北緯25.000度 東経51.633度   | ペルシア湾              | |
| 北緯25度0分 東経55度3分 / 北緯25.000度 東経55.050度    | アラブ首長国連邦        | |
| 北緯25度0分 東経56度22分 / 北緯25.000度 東経56.367度   | インド洋                | アラビア海 |
| 北緯25度0分 東経66度42分 / 北緯25.000度 東経66.700度   | パキスタン              | バローチスターン州 - 約16km シンド州 - カラチの北を通過 |
| 北緯25度0分 東経70度55分 / 北緯25.000度 東経70.917度   | インド                  | ラージャスターン州 マディヤ・プラデーシュ州 ウッタル・プラデーシュ州 マディヤ・プラデーシュ州 ウッタル・プラデーシュ州 マディヤ・プラデーシュ州 ウッタル・プラデーシュ州 ビハール州 西ベンガル州 |
| 北緯25度0分 東経88度24分 / 北緯25.000度 東経88.400度   | バングラデシュ          | |
| 北緯25度0分 東経92度25分 / 北緯25.000度 東経92.417度   | インド                  | アッサム州 マニプル州 |
| 北緯25度0分 東経94度43分 / 北緯25.000度 東経94.717度   | ミャンマー              | |
| 北緯25度0分 東経97度43分 / 北緯25.000度 東経97.717度   | 中華人民共和国          | 雲南省 - 昆明市の南を通過 貴州省 広西チワン族自治区 湖南省 広西チワン族自治区 湖南省 広東省 湖南省 広東省 江西省 福建省                                                                          |
| 北緯25度0分 東経118度59分 / 北緯25.000度 東経118.983度 | 南シナ海                | 台湾海峡 |
| 北緯25度0分 東経121度1分 / 北緯25.000度 東経121.017度  | 中華民国                | 台湾 - 台北市の南を通過 |
| 北緯25度0分 東経121度59分 / 北緯25.000度 東経121.983度 | 太平洋                  | 日本・宮古島の北を通過 日本・硫黄島の北を通過 |
| 北緯25度0分 西経112度12分 / 北緯25.000度 西経112.200度 | メキシコ                | マグダレナ島、バハ・カリフォルニア半島、サンノゼ島 |
| 北緯25度0分 西経110度34分 / 北緯25.000度 西経110.567度 | カリフォルニア湾        | |
| 北緯25度0分 西経108度13分 / 北緯25.000度 西経108.217度 | メキシコ                | アルタミラ島、Talchichilte島と本土 |
| 北緯25度0分 西経97度32分 / 北緯25.000度 西経97.533度   | メキシコ湾              | |
| 北緯25度0分 西経80度32分 / 北緯25.000度 西経80.533度   | アメリカ合衆国          | フロリダ州キーラーゴ島 |
| 北緯25度0分 西経80度31分 / 北緯25.000度 西経80.517度   | 大西洋                  | フロリダ海峡 |
| 北緯25度0分 西経78度10分 / 北緯25.000度 西経78.167度   | バハマ                  | アンドロス島 |
| 北緯25度0分 西経77度57分 / 北緯25.000度 西経77.950度   | 大西洋                  | |
| 北緯25度0分 西経77度33分 / 北緯25.000度 西経77.550度   | バハマ                  | ニュープロビデンス島 - ナッソーの南を通過 |
| 北緯25度0分 西経77度20分 / 北緯25.000度 西経77.333度   | 大西洋                  | |
| 北緯25度0分 西経76度9分 / 北緯25.000度 西経76.150度    | バハマ                  | エルーセラ島 |
| 北緯25度0分 西経76度8分 / 北緯25.000度 西経76.133度    | 大西洋                  | |
| 北緯25度0分 西経14度50分 / 北緯25.000度 西経14.833度   | 西サハラ                | モロッコと サハラ・アラブ民主共和国が領有権主張 |
| 北緯25度0分 西経12度0分 / 北緯25.000度 西経12.000度    | モーリタニア            | |
| 北緯25度0分 西経6度34分 / 北緯25.000度 西経6.567度     | モーリタニア・ マリ国境 | |
| 北緯25度0分 西経4度49分 / 北緯25.000度 西経4.817度     | アルジェリア            | |